# Tiếng Anh Cửa Sông
Tiếng Anh Cửa Sông là một giọng tiếng Anh hiện diện ở khu vực dọc theo sông Thames và cửa sông của nó. Nhà ngữ âm học John C. Wells đề xuất một định nghĩa về tiếng Anh Cửa Sông là "Tiếng Anh chuẩn được nói với giọng miền đông nam nước Anh". Tiếng Anh Cửa Sông có thể được so sánh với giọng Cockney, và có một số tranh luận giữa các nhà ngôn ngữ học về nơi giọng Cockney kết thúc và tiếng Anh Cửa Sông bắt đầu.

## Tên gọi
Học giả Alan Cruttenden sử dụng thuật ngữ tiếng Anh đại chúng khu vực Luân Đôn thay vì thuật ngữ phổ biến 'Tiếng Anh Cửa Sông'.
Một số tác giả sử dụng các tên khác nhau cho tiếng Anh Cửa Sông gần gũi với giọng Cockney (tiếng Luân Đôn Đại chúng) hơn và tiếng Anh Cửa Sông gần hơn với tiếng Anh Nữ hoàng-tiếng Anh chuẩn (Tiếng tiêu chuẩn khu vực Luân Đôn hoặc Tiếng tiêu chuẩn khu vực Đông Nam).
Lưu ý rằng một số tác giả khác sử dụng tên Luân Đôn Đại chúng để chỉ giọng Cockney.

## Sử dụng
Tiếng Anh Cửa Sông được bắt gặp rộng rãi trên khắp miền đông nam nước Anh, đặc biệt là trong giới trẻ. Nó được coi là giọng nói của tầng lớp lao động, mặc dù thường được sử dụng bởi tầng lớp trung lưu thấp. Trong cuộc tranh luận xung quanh một bài báo năm 1993 về tiếng Anh Cửa Sông, một doanh nhân ở London tuyên bố rằng giọng Anh chuẩn được coi là không thân thiện, vì vậy tiếng Anh Cửa Sông hiện được sử dụng cho mục đích thương mại. Một số người sử dụng giọng này như một phương tiện "hòa nhập" để có vẻ là tầng lớp lao động hơn hoặc để cố tỏ ra là "một người bình dân". Sự ảnh hưởng của giọng nói đôi khi được gọi chế nhạo là "Mockney". Việc xa rời giọng Anh chuẩn truyền thống là gần như phổ biến trong giới trẻ trung lưu.